# Le Monde diplomatique
Le Monde diplomatique, även kallad Le diplo, är en utrikesjournalistisk tidskrift som ges ut en gång i månaden. Den ursprungliga franska utgåvan har en upplaga på drygt 350 000 exemplar. Tidskriften ges ut på 26 olika språk, bland dem engelska och spanska, och har en total upplaga på drygt 2,2 miljoner exemplar per månad. Le Monde är majoritetsägare med 51%.
I Sverige har tidningen sedan 2020 ett officiellt samarbete med Flamman, som publicerar översatta artiklar ur den internationella upplagan. Tidigare har man haft ett samarbete med Ordfront förlag.